# Айагон, Жан-Жак
Жан-Жак Айагон (фр. Jean-Jacques Aillagon, родился 2 октября 1946 года, Мец, Франция) — французский политик, министр культуры и коммуникаций Франции с 2002 по 2004 год, близкий сподвижник Жака Ширака, член партии Союз за народное движение, открытый гей.

## Биография
С 1972 по 1976 год он работал учителем средней школы в департаменте Коррез, Франция. С 1982 по 2002 год он был администратором и в конечном итоге председателем Центра Жоржа Помпиду в Париже. Министр культуры и коммуникаций Франции с 2002 по 2004 год, став первым открытым геем в правительстве. В 2005 году он был избран генеральным директором крупнейшего всемирного спутникового телеканала TV5 Monde. Кавалер ордена Почётного легиона, командор ордена литературы и искусства, офицер Национального ордена «За заслуги». Указом президента Николя Саркози от 6 июня 2007 года назначен Президентом Версальского дворца, а августе 2011 года покинул этот пост.